# Caitlin McClatchey
Caitlin McClatchey (Portsmouth (Hampshire), 28 november 1985) is een Britse zwemster. Ze vertegenwoordigde haar vaderland op de Olympische Zomerspelen 2004 in Athene en de Olympische Zomerspelen 2008 in Peking.

## Carrière
Bij haar internationale debuut, op de Olympische Zomerspelen van 2004 in Athene, eindigde McClatchey samen met Melanie Marshall, Georgina Lee en Karen Pickering als vijfde op de 4x200 meter vrije slag.
Op de wereldkampioenschappen zwemmen 2005 in Montreal veroverde de Britse de bronzen medaille op de 400 meter vrije slag. Samen met Melanie Marshall, Joanne Jackson en Rebecca Cooke eindigde ze als vierde op de 4x200 meter vrije slag. In Triëst nam McClatchey deel aan de Europese kampioenschappen kortebaanzwemmen 2005, op dit toernooi eindigde ze als zesde op de 800 meter vrije slag en strandde ze in de halve finales van de 100 meter vrije slag. Op de 4x50 meter vrije slag eindigde ze samen met Melanie Marshall, Rosalind Brett en Terri Dunning op de vijfde plaats, samen met Melanie Marshall, Debbie Hall en Terri Dunning werd ze uitgeschakeld in de series van de 4x50 meter wisselslag.
Tijdens de Gemenebestspelen 2006 in Melbourne veroverde McClatchey, namens Schotland, de gouden medaille op zowel de 200 als de 400 meter vrije slag. Op de 4x100 meter wisselslag eindigde ze samen met Lorna Smith, Kirsty Balfour en Stephanie Hill op de zesde plaats. Op de wereldkampioenschappen kortebaanzwemmen 2006 in Shanghai eindigde de Britse als vijfde op de 400 meter vrije slag en strandde ze in de series van de 200 meter vrije slag. In Boedapest nam McClatchey deel aan de Europese kampioenschappen zwemmen 2006, op dit toernooi sleepte ze de bronzen medaille in de wacht op de 400 meter vrije slag en werd ze uitgeschakeld in de series van de 200 meter vrije slag. Op de 4x200 meter vrije slag eindigde ze samen met Melanie Marshall, Joanne Jackson en Francesca Halsall op de vierde plaats, samen met Melanie Marshall, Rosalind Brett en Francesca Halsall eindigde ze als vijfde op de 4x100 meter vrije slag.
Tijdens de wereldkampioenschappen zwemmen 2007 in Melbourne eindigde de Britse als zevende op de 200 meter vrije slag en strandde ze in de series van de 400 meter vrije slag. Op de 4x200 meter vrije slag eindigde ze samen met Melanie Marshall, Francesca Halsall en Joanne Jackson op de vijfde plaats.
Op de Europese kampioenschappen zwemmen 2008 in Eindhoven sleepte McClatchey samen met Joanne Jackson, Melanie Marshall en Ellen Gandy de zilveren medaille in de wacht op de 4x200 meter vrije slag. In Manchester nam de Britse deel aan de Wereldkampioenschappen kortebaanzwemmen 2008, op dit toernooi veroverde ze de bronzen medaille op de 200 meter vrije slag en werd ze uitgeschakeld in de halve finales van de 100 meter vrije slag. Op de 4x200 meter vrije slag legde ze samen met Joanne Jackson, Melanie Marshall en Rebecca Adlington beslag op de zilveren medaille, samen met Francesca Halsall, Julia Beckett en Melanie Marshall sleepte ze de bronzen medaille in de wacht op de 4x100 meter vrije slag. Tijdens de Olympische Zomerspelen van 2008 in Peking eindigde McClatchey als zesde op de 200 meter vrije slag. Op de 4x100 meter vrije slag eindigde ze samen met Francesca Halsall, Jessica Sylvester en Melanie Marshall als zevende.

### 2009-heden
Op de wereldkampioenschappen zwemmen 2009 in Rome strandde de Britse in de halve finales van de 200 meter vrije slag. Samen met Joanne Jackson, Jazmin Carlin en Rebecca Adlington sleepte ze de bronzen medaille in de wacht op de 4x200 meter vrije slag, op de 4x100 meter vrije slag eindigde ze samen met Francesca Halsall, Katherine Wyld en Amy Smith op de zevende plaats.
Tijdens de Gemenebestspelen 2010 in Delhi werd McClatchey uitgeschakeld in de halve finales van de 100 meter vrije slag en in de series van de 200 meter vrije slag. Samen met Sara Hamilton, Megan Gilchrist en Lucy Ellis eindigde ze als vijfde op de 4x100 meter vrije slag, op de 4x200 meter vrije slag eindigde ze samen met Hannah Miley, Megan Gilchrist en Lucy Ellis op de vijfde plaats. Op de 4x100 meter wisselslag eindigde ze samen met Hannah Miley, Kathryn Johnstone en Louise Pate op de vijfde plaats.
In Shanghai nam de Britse deel aan de wereldkampioenschappen zwemmen 2011. Op dit toernooi eindigde ze samen met Joanne Jackson, Rebecca Turner en Hannah Miley als zesde op de 4x200 meter vrije slag, op de 4x100 meter vrije slag strandde ze samen met Amy Smith, Rebecca Turner en Francesca Halsall in de series.
Bij de Olympische Zomerspelen 2012 werd McClatchey zevende in de finale van de 200m vrije slag. Samen met Joanne Jackson, Rebecca Turner en Hannah Miley zwom ze naar een vijfde plaats op de 4x200 meter vrije slag. Ook op de 4x100 meter vrije slag eindigde McClatchey op de vijfde plaats, samen met Francesca Halsall, Amy Smith en Jessica Lloyd.

## Internationale toernooien
| Jaar | Olympische Spelen                                            | WK langebaan                                                  | WK kortebaan                                                                 | EK langebaan                                                                        | EK kortebaan                                                                   | Gemenebestspelen                                                                                       |
| ---- | ------------------------------------------------------------ | ------------------------------------------------------------- | ---------------------------------------------------------------------------- | ----------------------------------------------------------------------------------- | ------------------------------------------------------------------------------ | --- |
| 2004 | 5e 4x200m vrije slag                                         |                                                               | geen deelname                                                                | geen deelname                                                                       | geen deelname                                                                  | |
| 2005 |                                                              | 400m vrije slag · 5e 4x200m vrije slag                        |                                                                              |                                                                                     | 14e 100m vrije slag 6e 800m vrije slag 5e 4x50m vrije slag 9e 4x50m wisselslag | |
| 2006 |                                                              |                                                               | 9e 200m vrije slag 5e 400m vrije slag                                        | 17e 200m vrije slag · 400m vrije slag · 5e 4x100m vrije slag · 4e 4x200m vrije slag | geen deelname                                                                  | 200m vrije slag · 400m vrije slag · 6e 4x100m wisselslag                                               |
| 2007 |                                                              | 7e 200m vrije slag 9e 400m vrije slag 5e 4x200m vrije slag    |                                                                              |                                                                                     | geen deelname                                                                  | |
| 2008 | 6e 200m vrije slag 7e 4x100m vrije slag                      |                                                               | 9e 100m vrije slag · 200m vrije slag · 4x100m vrije slag · 4x200m vrije slag | 4x200m vrije slag                                                                   | geen deelname                                                                  | |
| 2009 |                                                              | 9e 200m vrije slag · 7e 4x100m vrije slag · 4x200m vrije slag |                                                                              |                                                                                     | geen deelname                                                                  | |
| 2010 |                                                              |                                                               | geen deelname                                                                | geen deelname                                                                       | geen deelname                                                                  | 12e 100m vrije slag 17e 200m vrije slag 5e 4x100m vrije slag 5e 4x200m vrije slag 5e 4x100m wisselslag |
| 2011 |                                                              | 9e 4x100m vrije slag 6e 4x200m vrije slag                     |                                                                              |                                                                                     | geen deelname                                                                  | |
| 2012 | 5e 4x200m vrije slag 7e 200m vrije slag 5e 4x100m vrije slag |                                                               | geen deelname                                                                | geen deelname                                                                       | geen deelname                                                                  | |
| 2013 |                                                              | geen deelname                                                 |                                                                              |                                                                                     | 12-15 december                                                                 | |

## Persoonlijke records
Bijgewerkt tot en met 13 augustus 2013

### Kortebaan
| Afstand         | Tijd    | Datum           | Plaats     |
| --------------- | ------- | --------------- | ---------- |
| 100m vrije slag | 53,90   | 10 april 2008   | Manchester |
| 200m vrije slag | 1.55,15 | 13 april 2008   | Manchester |
| 400m vrije slag | 4.05,54 | 7 april 2006    | Shanghai   |
| 800m vrije slag | 8.22,56 | 9 december 2005 | Triëst     |

### Langebaan
| Afstand         | Tijd    | Datum         | Plaats    |
| --------------- | ------- | ------------- | --------- |
| 100m vrije slag | 54,31   | 31 maart 2008 | Sheffield |
| 200m vrije slag | 1.56,62 | 28 juli 2009  | Rome      |
| 400m vrije slag | 4.07,02 | 17 juni 2005  | Swansea   |
| 800m vrije slag | 8.33,40 | 8 juni 2007   | Rome      |